# Niedersteinbach
Niedersteinbach é uma comuna francesa na região administrativa de Grande Leste, no departamento Baixo Reno. Estende-se por uma área de 8,47 km². Em 2010 a comuna tinha 119 habitantes (densidade: 14 hab./km²).